# 小行星10380
小行星10380（10380 Berwald）是一颗绕太阳运转的小行星，为主小行星带小行星。该小行星于1996年8月8日发现。

## 轨道参数
小行星10380的轨道半长轴为2.8384143 UA，离心率为0.054。